# Zweite Regierung Asquith

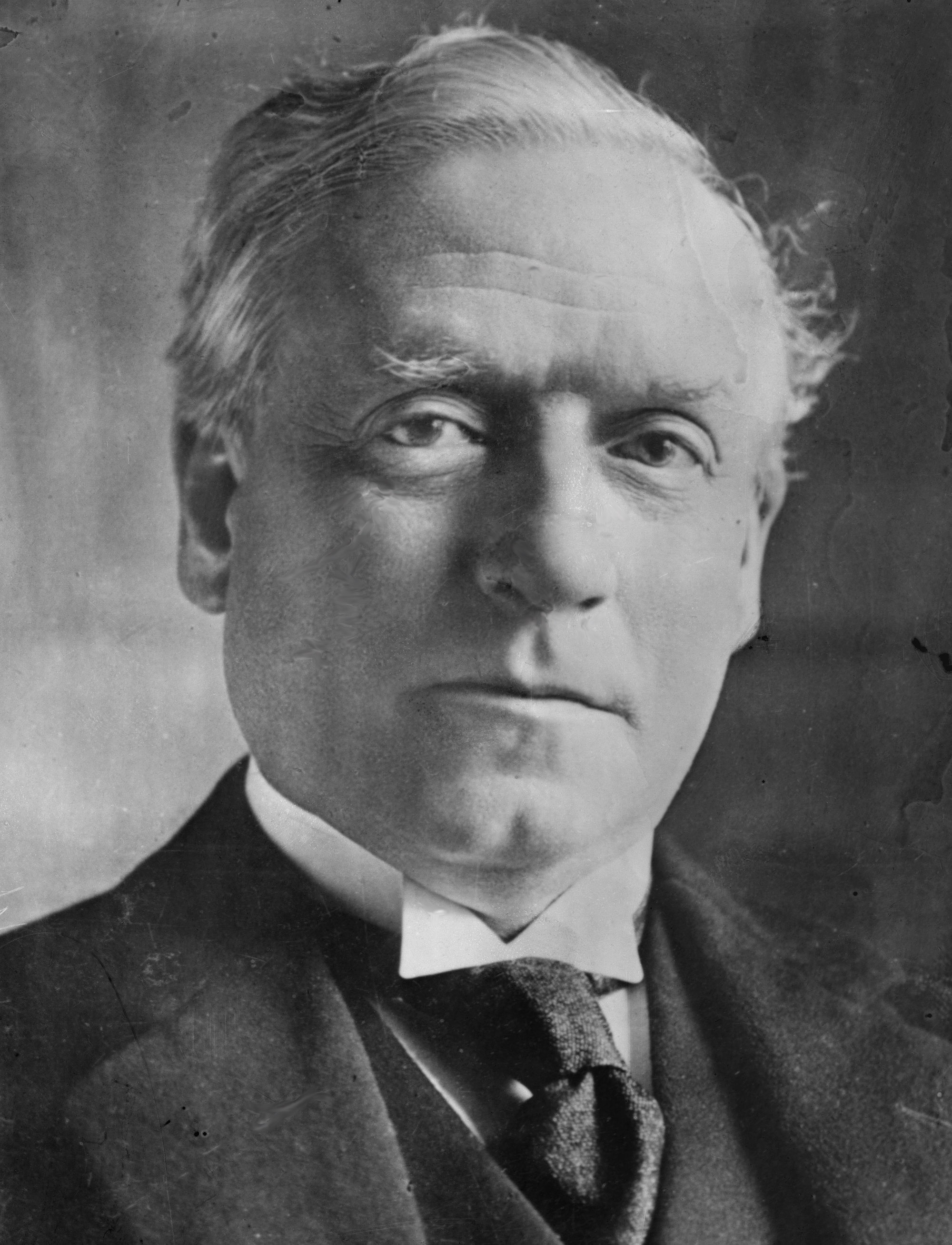
Regierungschef Herbert Henry Asquith

Die Zweite Regierung Asquith war eine während des Ersten Weltkriegs gebildete Koalitionsregierung des Vereinigten Königreichs. Sie wurde am 25. Mai 1915 unter dem bisherigen liberalen Premierminister Herbert Henry Asquith unter Einbeziehung der bisher in der Opposition befindlichen Conservative Party unter Andrew Bonar Law gebildet und bestand bis zu Asquiths Rücktritt am 5. Dezember 1916. Ihr folgte die Regierung Lloyd George.

## Regierungsbildung
Die Bildung der Koalitionsregierung resultierte aus der zunehmenden Unzufriedenheit der Konservativen mit der Regierungsführung der vorherigen rein liberalen Ersten Regierung Asquith. Zwar hatte sich die konservative Partei zu Beginn des Krieges bewusst Angriffen auf die Regierung enthalten, aber im Frühjahr 1915 kamen mehrere Ereignisse zusammen, die diese Zurückhaltung in Frage stellten. Zum einen war dies der schlecht verlaufene Beginn der Schlacht von Gallipoli, was am 15. Mai zum Rücktritt des Ersten Seelords John Fisher geführt hatte, zum anderen die sogenannte Munitionskrise von 1915, die bei der Lorettoschlacht zutagegetreten und von den konservativen Zeitungen befeuert worden war.
Nach einem Treffen mit den konservativen Parteiführern am 17. Mai gab Asquith am 19. Mai seinen Entschluss bekannt, eine Koalitionsregierung zu bilden. Am 25. Mai wurde die neue Regierung vorgestellt, in die neben neun Konservativen im Kabinettsrang erstmals mit Arthur Henderson auch ein Labour-Politiker eintrat. Winston Churchill, bisher Marineminister und Befürworter des Dardanellen-Unternehmens, wurde auf den einflusslosen Posten des Chancellor of the Duchy of Lancaster verbannt und nach einem halben Jahr ganz aus der Regierung entfernt. Der bisherige Schatzkanzler David Lloyd George erhielt ein neues Ministerium, das Ministry of Munitions, mit dem der Munitionskrise begegnet werden sollte. Die Konservativen erhielten insgesamt nur relativ untergeordnete Posten (so wurde ihr Parteiführer Bonar Law nur Kolonialminister statt eines angemesseneren Amtes als Schatzkanzler) was zum Fortdauern des unterschwelligen Konflikts mit Asquith beitrug.

## Liste der Amtsträger
(Minister im Kabinettsrang erscheinen fett gedruckt.)
| Amt                                                                       | Name                                              | Partei | Partei               | Dauer, sofern abweichend              | Bemerkungen                                                                           |
| ------------------------------------------------------------------------- | ------------------------------------------------- | ------ | -------------------- | ------------------------------------- | ------------------------------------------------------------------------------------- |
| Premierminister, Erster Lord der Treasury, Leader of the House of Commons | Herbert Henry Asquith                             |        | Liberal              |                                       |                                                                                       |
| Schatzkanzler                                                             | Reginald McKenna                                  |        | Liberal              |                                       |                                                                                       |
| Parlamentarischer Staatssekretär der Treasury                             | John Gulland                                      |        | Liberal              |                                       | gemeinsame Chief Whips der Regierung im House of Commons                              |
| Parlamentarischer Staatssekretär der Treasury                             | Lord Edmund Talbot                                |        | Conservative         |                                       | gemeinsame Chief Whips der Regierung im House of Commons                              |
| Finanzstaatssekretär der Treasury                                         | Edwin Samuel Montagu                              |        | Liberal              | bis 9. Juli 1916                      | ab Januar 1916 zugleich Chancellor of the Duchy of Lancaster, wurde Munitionsminister |
| Finanzstaatssekretär der Treasury                                         | Thomas McKinnon Wood                              |        | Liberal              | ab 9. Juli 1916                       |                                                                                       |
| Lords of the Treasury                                                     | Geoffrey Howard                                   |        | Liberal              |                                       |                                                                                       |
| Lords of the Treasury                                                     | George Henry Roberts                              |        | Labour               |                                       |                                                                                       |
| Lords of the Treasury                                                     | William Bridgeman                                 |        | Conservative         |                                       |                                                                                       |
| Lords of the Treasury                                                     | Walter Rea                                        |        | Liberal              |                                       |                                                                                       |
| Lordkanzler                                                               | Stanley Buckmaster, 1. Baron Buckmaster           |        | Liberal              |                                       |                                                                                       |
| Lord President of the Council, Leader of the House of Lords               | Robert Crewe-Milnes, 1. Marquess of Crewe         |        | Liberal              |                                       |                                                                                       |
| Lordsiegelbewahrer                                                        | George Curzon, 1. Marquess Curzon of Kedleston    |        | Conservative         |                                       |                                                                                       |
| Innenminister                                                             | Sir John Simon                                    |        | Liberal              | bis 10. Januar 1916                   |                                                                                       |
| Innenminister                                                             | Herbert Samuel                                    |        | Liberal              | ab 10. Januar 1916                    |                                                                                       |
| Staatssekretär im Innenministerium                                        | William Brace                                     |        | Labour               |                                       |                                                                                       |
| Außenminister                                                             | Sir Edward Grey                                   |        | Liberal              |                                       | im Juli 1916 als Viscount geadelt                                                     |
| Parlamentarischer Staatssekretär im Außenministerium                      | Lord Robert Cecil                                 |        | Conservative         |                                       | ab 23. Februar 1916 im Kabinettsrang                                                  |
| Secretary of State for the Colonies                                       | Andrew Bonar Law                                  |        | Conservative         |                                       |                                                                                       |
| Staatssekretär im Kolonialministerium                                     | Arthur Steel-Maitland                             |        | Conservative         |                                       |                                                                                       |
| Kriegsminister                                                            | Herbert Kitchener, 1. Earl Kitchener              |        | parteilos            | bis 5. Juni 1916                      | beim Untergang der HMS Hampshire verstorben                                           |
| Kriegsminister                                                            | David Lloyd George                                |        | Liberal              |                                       | zuvor Munitionsminister                                                               |
| Staatssekretär im Kriegsministerium                                       | Harold Tennant                                    |        | Liberal              | bis 6. Juli 1916                      |                                                                                       |
| Staatssekretär im Kriegsministerium                                       | Edward Stanley, 17. Earl of Derby                 |        | Conservative         | ab 6. Juli 1916                       |                                                                                       |
| Finanzsekretär im Kriegsministerium                                       | Henry Forster, 1. Baron Forster                   |        | Conservative         |                                       |                                                                                       |
| Secretary of State for India                                              | Austen Chamberlain                                |        | Conservative         |                                       |                                                                                       |
| Staatssekretär im Indienministerium                                       | John Dickson-Poynder, 1. Baron Islington          |        | Liberal              |                                       |                                                                                       |
| Erster Lord der Admiralität                                               | Arthur Balfour                                    |        | Conservative         |                                       |                                                                                       |
| Parlamentarischer und Finanzstaatssekretär der Admiralität                | Thomas James Macnamara                            |        | Liberal              |                                       |                                                                                       |
| Zivillord der Admiralität                                                 | Victor Cavendish, 9. Duke of Devonshire           |        | Conservative         | bis 26. Juli 1916                     | zugleich Chief Whip der Regierung im House of Lords                                   |
| Zivillord der Admiralität                                                 | Victor Bulwer-Lytton, 2. Earl of Lytton           |        | Conservative         | ab 26. Juli 1916                      |                                                                                       |
| Minister für Landwirtschaft und Fischerei                                 | William Palmer, 2. Earl of Selborne               |        | Conservative         | bis 11. Juli 1916                     |                                                                                       |
| Minister für Landwirtschaft und Fischerei                                 | David Lindsay, 27. Earl of Crawford               |        | Conservative         | ab 11. Juli 1916                      |                                                                                       |
| Parlamentarischer Staatssekretär im Landwirtschaftsministerium            | Francis Dyke Acland                               |        | Liberal              |                                       |                                                                                       |
| Blockademinister                                                          | Lord Robert Cecil                                 |        | Conservative         | ab 23. Februar 1916                   |                                                                                       |
| Erziehungsminister                                                        | Arthur Henderson                                  |        | Labour               | bis 18. August 1916                   |                                                                                       |
| Erziehungsminister                                                        | Robert Crewe-Milnes, 1. Marquess of Crewe         |        | Liberal              | ab 18. August 1916                    | zugleich Leader of the House of Lords                                                 |
| Parlamentarischer Staatssekretär im Erziehungsministerium                 | Herbert Lewis                                     |        | Liberal              |                                       |                                                                                       |
| Präsident des Local Government Board                                      | Walter Long                                       |        | Conservative         |                                       |                                                                                       |
| Parlamentarischer Staatssekretär des Local Government Board               | William Hayes Fisher                              |        | Conservative         |                                       |                                                                                       |
| Chief Secretary for Ireland                                               | Augustine Birrell                                 |        | Liberal              | bis 3. Mai 1916                       |                                                                                       |
| Chief Secretary for Ireland                                               | Henry Duke                                        |        | Conservative         | ab 31. Juli 1916                      |                                                                                       |
| Vizepräsident des Department of Agriculture for Ireland                   | Thomas Russell                                    |        | Liberal              |                                       |                                                                                       |
| Chancellor of the Duchy of Lancaster                                      | Winston Churchill                                 |        | Liberal              | bis 25. November 1915                 |                                                                                       |
| Chancellor of the Duchy of Lancaster                                      | Herbert Samuel                                    |        | Liberal              | 25. November 1915 bis 10. Januar 1916 | anschließend Innenminister                                                            |
| Chancellor of the Duchy of Lancaster                                      | Edwin Samuel Montagu                              |        | Liberal              | 11. Januar bis 9. Juli 1916           | anschließend Munitionsminister                                                        |
| Chancellor of the Duchy of Lancaster                                      | Thomas McKinnon Wood                              |        | Liberal              | ab 9. Juli 1916                       | zuvor Schottlandminister                                                              |
| Munitionsminister                                                         | David Lloyd George                                |        | Liberal              | bis 6. Juli 1916                      | anschließend Kriegsminister                                                           |
| Munitionsminister                                                         | Edwin Samuel Montagu                              |        | Liberal              | ab 9. Juli 1916                       | zuvor Chancellor of the Duchy of Lancaster                                            |
| Parlamentarischer Staatssekretär im Munitionsministerium                  | Christopher Addison                               |        | Liberal              |                                       |                                                                                       |
| Parlamentarischer Staatssekretär im Munitionsministerium                  | Arthur Lee                                        |        | Conservative         | 11. November 1915 bis 9. Juli 1916    |                                                                                       |
| Paymaster General                                                         | Thomas Legh, 2. Baron Newton                      |        | Conservative         | bis 18. August 1916                   |                                                                                       |
| Paymaster General                                                         | Arthur Henderson                                  |        | Labour               | ab 18. August 1916                    | zuvor Erziehungsminister                                                              |
| Minister ohne Geschäftsbereich                                            | Henry Petty-FitzMaurice, 5. Marquess of Lansdowne |        | Conservative         |                                       |                                                                                       |
| Postminister                                                              | Herbert Samuel                                    |        | Liberal              | bis 10. Januar 1916                   | anschließend Innenminister                                                            |
| Postminister                                                              | Joseph Pease                                      |        | Liberal              | ab 18. Januar 1916                    |                                                                                       |
| stellvertretender Postminister                                            | Herbert Pease                                     |        | Conservative         |                                       |                                                                                       |
| Schottlandminister                                                        | Thomas McKinnon Wood                              |        | Liberal              | bis 9. Juli 1916                      | anschließend Chancellor of the Duchy of Lancaster                                     |
| Schottlandminister                                                        | Harold Tennant                                    |        | Liberal              | ab 9. Juli 1916                       | zuvor Staatssekretär im Kriegsministerium                                             |
| Minister für Handel und Industrie                                         | Walter Runciman                                   |        | Liberal              |                                       |                                                                                       |
| Parlamentarischer Staatssekretär im Handelsministerium                    | Ernest George Pretyman                            |        | Conservative         |                                       |                                                                                       |
| First Commissioner of Works                                               | Lewis Harcourt                                    |        | Liberal              |                                       |                                                                                       |
| Attorney General for England and Wales                                    | Sir Edward Carson                                 |        | Conservative         | bis 3. November 1915                  |                                                                                       |
| Attorney General for England and Wales                                    | Sir Frederick Edwin Smith                         |        | Conservative         | ab 3. November 1915                   | zuvor Solicitor General                                                               |
| Solicitor General for England and Wales                                   | Sir Frederick Edwin Smith                         |        | Conservative         | bis 3. November 1915                  |                                                                                       |
| Solicitor General for England and Wales                                   | Sir George Cave                                   |        | Conservative         | ab 8. November 1915                   |                                                                                       |
| Lord Advocate                                                             | Robert Munro                                      |        | Liberal              |                                       |                                                                                       |
| Solicitor General for Scotland                                            | Thomas Brash Morison                              |        | Liberal              |                                       |                                                                                       |
| Attorney General for Ireland                                              | John Gordon                                       |        | Conservative         | bis 9. April 1916                     |                                                                                       |
| Attorney General for Ireland                                              | James Campbell                                    |        | Conservative         | ab 9. April 1916                      |                                                                                       |
| Solicitor General for Ireland                                             | James O’Connor                                    |        | irischer Nationalist |                                       |                                                                                       |
| Lord Steward of the Household                                             | Horace Farquhar, Baron Farquhar                   |        | Conservative         |                                       |                                                                                       |
| Lord Chamberlain of the Household                                         | William Mansfield, Baron Sandhurst                |        | Liberal              |                                       |                                                                                       |
| Vice-Chamberlain of the Household                                         | Cecil Beck                                        |        | Liberal              |                                       |                                                                                       |
| Master of the Horse                                                       | Edwyn Scudamore-Stanhope                          |        | Liberal              |                                       |                                                                                       |
| Treasurer of the Household                                                | James Hope                                        |        | Conservative         |                                       |                                                                                       |
| Comptroller of the Household                                              | Charles Henry Roberts                             |        | Liberal              |                                       |                                                                                       |
| Captain of the Gentlemen-at-Arms                                          | Edward Colebrooke, 1. Baron Colebrooke            |        | Liberal              |                                       | zugleich gemeinsamer Chief Whip der Regierung im House of Lords                       |
| Captain of the Yeomen of the Guard                                        | Charles Harbord, 6. Baron Suffield                |        | Conservative         |                                       |                                                                                       |
| Lords-in-Waiting                                                          | Richard Herschell, 2. Baron Herschell             |        | Liberal              |                                       |                                                                                       |
| Lords-in-Waiting                                                          | Wentworth Beaumont, 1. Viscount Allendale         |        | Liberal              |                                       |                                                                                       |
| Lords-in-Waiting                                                          | George Hamilton-Gordon, 2. Baron Stanmore         |        | Liberal              |                                       |                                                                                       |
| Lords-in-Waiting                                                          | John Brocklehurst, 1. Baron Ranksborough          |        | Liberal              |                                       |                                                                                       |
| Lords-in-Waiting                                                          | Arthur Annesley, 11. Viscount Valentia            |        | Conservative         |                                       |                                                                                       |
| Lords-in-Waiting                                                          | Hylton Jolliffe, 3. Baron Hylton                  |        | Conservative         |                                       |                                                                                       |